# Сочувкі
Сочувкі (пол. Soczówki) — село в Польщі, у гміні Жарнув Опочинського повіту Лодзинського воєводства.
Населення — 298 осіб (2011).
У 1975-1998 роках село належало до Пйотрковського воєводства.

## Демографія
Демографічна структура станом на 31 березня 2011 року:
|          | Загалом | Допрацездатний вік | Працездатний вік | Постпрацездатний вік |
| -------- | ------- | ------------------ | ---------------- | -------------------- |
| Чоловіки | 156     | 38                 | 100              | 18                   |
| Жінки    | 142     | 26                 | 79               | 37                   |
| Разом    | 298     | 64                 | 179              | 55                   |